# Podgrad, Šentjur
Podgrad este o localitate din comuna Šentjur, Slovenia, cu o populație de 183 de locuitori.